# Guttuari
e forse la più potente fra esse...»
(Serafino Grassi, Storia della città di Asti, 1891)
I Guttuari o Guttuario o Guttuari de Castello, erano una nobile famiglia astigiana che si sviluppò grazie al commercio ed al prestito di denaro su pegno in tutta l'Europa occidentale medievale.
Apparteneva a quel gruppo di famiglie mercatali conosciute come casane che contribuirono con le loro ricchezze a far diventare la città di Asti uno dei liberi Comuni medievali più importanti del nord Italia.
Signori, in più tempi, di Cossano Belbo, Santo Stefano Belbo, Neviglie, Corticelle, Refrancore, Tigliole, Masio, Quattordio, Agliano Terme, Belvedere, Cisterna d'Asti, Castelnuovo Calcea, di parte ghibellina, fondarono per opera di Ruffino Guttuario la fazione di Becchincinere, che si oppose alla fazione guelfa capeggiata dai Solaro; in uno dei continui scontri tra fazioni Oliverio Guttuario perse la vita, scatenando faide e rivalse che portarono all'esilio della famiglia e dei suoi sostenitori nel 1314.
Nel 1339, i Guttuari con l'aiuto di Giovanni II Paleologo Marchese del Monferrato, penetrarono in città assumendone il controllo ed esiliando i Solari.

## Le origini
I Guttuari svilupparono la propria attività commerciale e feneratizia nel XIII secolo, infatti già nel 1221 possedevano alcuni banchi a Genova. Ben presto diventarono finanziatori dei Savoia principalmente di Amedeo V e Filippo d'Acaia.
La vera svolta commerciale fu quella di aprire un banco in comproprietà con gli Isnardi a Besançon, vera tappa obbligata per tutti coloro che intendevano raggiungere dal Piemonte le fiere della Champagne o quelle delle Fiandre.
Per quasi tutto il XIV secolo il banco di Berna fu esclusiva proprietà della famiglia.
Lo sviluppo economico diede maggiore visibilità alla famiglia e di conseguenza molti suoi membri furono investiti di importanti cariche pubbliche:
- Ruffino Guttuario fu Rettore della Società dei Militi nel 1252, deputato del Comune di Asti nel 1260 e venne inviato a trattare la tregua con Carlo d'Angiò, nel 1280 divenne podestà di Milano.[1]
- Andrea e Giacomo furono ambasciatori a Genova nel 1280 e Luigi, Giacomo ed Enrico consiglieri del Comune di Asti nel 1290.[2]
- Giovanni Guttuari si distinse per il suo coraggio durante le guerre civili della città nel 1303, così come Simonino, Roberto e Francesco.
- Antonio Guttuario fu chiavaro della città ed ebbe l'onore di essere nel gruppo dei cavalieri che vegliarono il corpo di Gian Galeazzo Visconti, Duca di Milano nel 1402.
- Alberto Guttuario fu vescovo di Asti dal 1409 al 1439.[3]

Nel XVI secolo Giovanni Guttuario sposò Lucrezia Prandone, pronipote del valoroso Matteo Prandone capitano delle milizie astesi che perse la vita durante l'assedio della città ad opera di Fabrizio Maramaldo nel 1526.
Nel 1713 Galvagno Guttuario, ultimo discendente della famiglia ed infeudato anche del feudo di Belvedere (1697, 13 luglio), fece testamento in favore della famiglia Inviziati, in cui la zia Laura Guttuari si era accasata sposandone il primogenito Antonio.

## Il consorzio dei "De Castello"
Nel XIII secolo i Guttuari si allearono con le famiglie ghibelline degli Isnardi e dei Turco.
La prima alleanza fu suggellata tra i Guttuari e gli Isnardi ed in un secondo tempo si unirono anche i Turco.
Il sodalizio fu così stretto che implicò unioni oltre che militari anche commerciali e carnali al punto tale che il Comune sul finire del XIII secolo dovette intervenire giuridicamente a riconoscere il nuovo Consorzio famigliare.
Nel 1297, in seguito alle lotte civili, i Guttuari con i loro alleati sconfissero i guelfi Solaro e si impossessarono del "Catrum Vetus" (Castelvecchio), simbolo del potere temporale della città, trasformandolo in una cittadella fortificata. 
A ricordo di questa gloriosa impresa l'Hospitium tra le tre famiglie ghibelline venne denominato "De Castello".
Nel castello di Montà d'Alba, feudo degli Isnardi, esiste un'iscrizione trascritta dal Boatteri nel II volume della sua Raccolta che narra delle leggendarie origini delle tre famiglie e della loro comune discendenza:
TRINARIA DOMUS DE CASTELLO

EX ISNARDO GUTTUARIO TURCHO

FRATTRIBUS

TER GEMINA BELLI FULMINA

REIPUBLICAE DATURA

ASTENSI IN SOLO FELICITER AD LAUREAS

La critica moderna non ha mai avallato questa tesi, basata sulle false notizie del memoriale apocrifo di Raimondo Turco, compilato nel XVI secolo dal frate Filippo Malabayla.

## Le abitazioni dei Guttuari
Niccola Gabiani affermò che le abitazioni della famiglia erano presenti in Asti sull'attuale piazza Statuto a poche centinaia di metri da piazza San Secondo.
Ancora secondo il Gabiani, nel 1304, il partito guelfo dei Solaro, rientrato in Asti con i favori del popolo, sconfisse e cacciò il consorzio ghibellino dei De Castello.
Per rappresaglia i guelfi, demolirono le abitazioni, appartenenti alla famiglia Guttuari.
Sempre secondo il Gabiani, la Società del Popolo di Asti, con una delibera politica, vietò la ricostruzione della zona, determinando che sul sito non si sarebbe mai più edificato.
La piazza venutasi così a creare, sarebbe stata utilizzata per il mercato delle ortaglie, pollame e ferrivecchi.
Alla demolizione della zona, scampò solamente la parte basale della torre che rimase mozzata fino al 1898, anno in cui il proprietario fece costruire il coronamento merlato.
Secondo Gianluigi Bera, piazza Statuto, costituì fin dai primi secoli del Medioevo uno dei più importanti poli mercatali cittadini e in origine era denominata "piazza dei porci" o "del fieno" o "del vino", la torre non appartenne mai ai Guttuari, bensì alle famiglie Bertramenghi e Scarampi.
A conferma di ciò alcune carte della Certosa di Valmanera contengono atti di proprietà che attestano che già intorno al 1260/1270, ante merchatum feni ("davanti al mercato del fieno"), esisteva una torre in condominio delle due famiglie.
È probabile che la zona dei Guttuari a cui si riferì il Gabiani si collochi sempre in Piazza Statuto, ma più a nord, al confine con Piazza San Secondo, questo perché, al momento del loro insediamento, risultano già installate nella zona, le famiglie Bertramenghi, Scarampi, Pallio, De Mercato, Lorenzi.
A conforto di ciò vengono gli Statuti del Comune di Asti che nel capitolo 47 della seconda Collazione, parlano di "…per miram turri Gutuariorum usque ad Canonicam Causarum…" , cioè la torre dei Guttuari che è in linea retta con il Palazzo dei tribunali (collocato appunto al confine tra piazza Statuto e piazza San Secondo).

## Genealogia
|  |  |          |          |          |          |          |          |  |  |                   |                   |                   |                   |                   |                   |                      |                      |                      |                      |                                     |                                     |                                     |                                     |                                     |                                     | Ruffino 1260 |       |          |        |                    |                    |                    |                    |                    |                    |          |          |       |       |       |       |  |  |  |  |  |  |  |  |  |  |  |  |  |  |  |  |  |  |  |  |  |  |  |  |  |  |  |  |  |  |  |  |  |  |  |  |  |  |  |  |  |  |  |  |  |  |  |  |  |  |  |  |  |  |  |  |  |  |
|  |  |          |          |          |          |          |          |  |  |                   |                   |                   |                   |                   |                   |                      |                      |                      |                      |                                     |                                     |                                     |                                     |                                     |                                     |              |       |          |        |                    |                    |                    |                    |                    |                    |          |          |       |       |       |       |  |  |  |  |  |  |  |  |  |  |  |  |  |  |  |  |  |  |  |  |  |  |  |  |  |  |  |  |  |  |  |  |  |  |  |  |  |  |  |  |  |  |  |  |  |  |  |  |  |  |  |  |  |  |  |  |  |  |
|  |  |          |          |          |          |          |          |  |  |                   |                   |                   |                   |                   |                   |                      |                      |                      |                      |                                     |                                     |                                     |                                     |                                     |                                     |              |       |          |        |                    |                    |                    |                    |                    |                    |          |          |       |       |       |       |  |  |  |  |  |  |  |  |  |  |  |  |  |  |  |  |  |  |  |  |  |  |  |  |  |  |  |  |  |  |  |  |  |  |  |  |  |  |  |  |  |  |  |  |  |  |  |  |  |  |  |  |  |  |  |  |  |  |
|  |  |          |          |          |          |          |          |  |  |                   |                   |                   |                   |                   |                   |                      |                      |                      |                      |                                     |                                     |                                     |                                     |                                     |                                     | Obertino     |       |          |        |                    |                    |                    |                    |                    |                    |          |          |       |       |       |       |  |  |  |  |  |  |  |  |  |  |  |  |  |  |  |  |  |  |  |  |  |  |  |  |  |  |  |  |  |  |  |  |  |  |  |  |  |  |  |  |  |  |  |  |  |  |  |  |  |  |  |  |  |  |  |  |  |  |
|  |  |          |          |          |          |          |          |  |  |                   |                   |                   |                   |                   |                   |                      |                      |                      |                      |                                     |                                     |                                     |                                     |                                     |                                     |              |       |          |        |                    |                    |                    |                    |                    |                    |          |          |       |       |       |       |  |  |  |  |  |  |  |  |  |  |  |  |  |  |  |  |  |  |  |  |  |  |  |  |  |  |  |  |  |  |  |  |  |  |  |  |  |  |  |  |  |  |  |  |  |  |  |  |  |  |  |  |  |  |  |  |  |  |
|  |  |          |          |          |          |          |          |  |  |                   |                   |                   |                   |                   |                   |                      |                      |                      |                      |                                     |                                     |                                     |                                     |                                     |                                     |              |       |          |        |                    |                    |                    |                    |                    |                    |          |          |       |       |       |       |  |  |  |  |  |  |  |  |  |  |  |  |  |  |  |  |  |  |  |  |  |  |  |  |  |  |  |  |  |  |  |  |  |  |  |  |  |  |  |  |  |  |  |  |  |  |  |  |  |  |  |  |  |  |  |  |  |  |
|  |  |          |          |          |          |          |          |  |  |                   |                   |                   |                   |                   |                   |                      |                      |                      |                      | Linea di Agliano e Belvedere Amedeo | Linea di Agliano e Belvedere Amedeo | Linea di Agliano e Belvedere Amedeo | Linea di Agliano e Belvedere Amedeo | Linea di Agliano e Belvedere Amedeo | Linea di Agliano e Belvedere Amedeo |              |       |          |        |                    |                    | Galvagno           | Galvagno           | Galvagno           | Galvagno           | Galvagno | Galvagno |       |       |       |       |  |  |  |  |  |  |  |  |  |  |  |  |  |  |  |  |  |  |  |  |  |  |  |  |  |  |  |  |  |  |  |  |  |  |  |  |  |  |  |  |  |  |  |  |  |  |  |  |  |  |  |  |  |  |  |  |  |  |
|  |  |          |          |          |          |          |          |  |  |                   |                   |                   |                   |                   |                   |                      |                      |                      |                      | Linea di Agliano e Belvedere Amedeo | Linea di Agliano e Belvedere Amedeo | Linea di Agliano e Belvedere Amedeo | Linea di Agliano e Belvedere Amedeo | Linea di Agliano e Belvedere Amedeo | Linea di Agliano e Belvedere Amedeo |              |       |          |        |                    |                    | Galvagno           | Galvagno           | Galvagno           | Galvagno           | Galvagno | Galvagno |       |       |       |       |  |  |  |  |  |  |  |  |  |  |  |  |  |  |  |  |  |  |  |  |  |  |  |  |  |  |  |  |  |  |  |  |  |  |  |  |  |  |  |  |  |  |  |  |  |  |  |  |  |  |  |  |  |  |  |  |  |  |
|  |  |          |          |          |          |          |          |  |  | Galvagno          |                   |                   |                   |                   |                   |                      |                      |                      |                      |                                     |                                     |                                     |                                     |                                     |                                     |              |       |          |        |                    |                    |                    |                    |                    |                    |          |          |       |       |       |       |  |  |  |  |  |  |  |  |  |  |  |  |  |  |  |  |  |  |  |  |  |  |  |  |  |  |  |  |  |  |  |  |  |  |  |  |  |  |  |  |  |  |  |  |  |  |  |  |  |  |  |  |  |  |  |  |  |  |
|  |  |          |          |          |          |          |          |  |  |                   |                   |                   |                   |                   |                   |                      |                      |                      |                      |                                     |                                     |                                     |                                     |                                     |                                     |              |       |          |        |                    |                    |                    |                    |                    |                    |          |          |       |       |       |       |  |  |  |  |  |  |  |  |  |  |  |  |  |  |  |  |  |  |  |  |  |  |  |  |  |  |  |  |  |  |  |  |  |  |  |  |  |  |  |  |  |  |  |  |  |  |  |  |  |  |  |  |  |  |  |  |  |  |
|  |  | Gerolamo | Gerolamo | Gerolamo | Gerolamo | Gerolamo | Gerolamo |  |  |                   |                   |                   |                   |                   |                   |                      |                      |                      |                      |                                     |                                     |                                     |                                     |                                     |                                     |              |       | Giulio   | Giulio | Giulio             | Giulio             | Giulio             | Giulio             |                    |                    | Lelio    | Lelio    | Lelio | Lelio | Lelio | Lelio |  |  |  |  |  |  |  |  |  |  |  |  |  |  |  |  |  |  |  |  |  |  |  |  |  |  |  |  |  |  |  |  |  |  |  |  |  |  |  |  |  |  |  |  |  |  |  |  |  |  |  |  |  |  |  |  |  |  |
|  |  | Gerolamo | Gerolamo | Gerolamo | Gerolamo | Gerolamo | Gerolamo |  |  |                   |                   |                   |                   |                   |                   |                      |                      |                      |                      |                                     |                                     |                                     |                                     |                                     |                                     |              |       | Giulio   | Giulio | Giulio             | Giulio             | Giulio             | Giulio             |                    |                    | Lelio    | Lelio    | Lelio | Lelio | Lelio | Lelio |  |  |  |  |  |  |  |  |  |  |  |  |  |  |  |  |  |  |  |  |  |  |  |  |  |  |  |  |  |  |  |  |  |  |  |  |  |  |  |  |  |  |  |  |  |  |  |  |  |  |  |  |  |  |  |  |  |  |
|  |  |          |          |          |          |          |          |  |  |                   |                   |                   |                   |                   |                   |                      |                      |                      |                      |                                     |                                     |                                     |                                     |                                     |                                     |              |       | Galvagno |        |                    |                    |                    |                    |                    |                    |          |          |       |       |       |       |  |  |  |  |  |  |  |  |  |  |  |  |  |  |  |  |  |  |  |  |  |  |  |  |  |  |  |  |  |  |  |  |  |  |  |  |  |  |  |  |  |  |  |  |  |  |  |  |  |  |  |  |  |  |  |  |  |  |
|  |  |          |          |          |          |          |          |  |  |                   |                   |                   |                   |                   |                   |                      |                      |                      |                      |                                     |                                     |                                     |                                     |                                     |                                     |              |       |          |        |                    |                    |                    |                    |                    |                    |          |          |       |       |       |       |  |  |  |  |  |  |  |  |  |  |  |  |  |  |  |  |  |  |  |  |  |  |  |  |  |  |  |  |  |  |  |  |  |  |  |  |  |  |  |  |  |  |  |  |  |  |  |  |  |  |  |  |  |  |  |  |  |  |
|  |  |          |          |          |          |          |          |  |  |                   |                   |                   |                   |                   |                   |                      |                      |                      |                      |                                     |                                     |                                     |                                     |                                     |                                     |              |       |          |        |                    |                    |                    |                    |                    |                    |          |          |       |       |       |       |  |  |  |  |  |  |  |  |  |  |  |  |  |  |  |  |  |  |  |  |  |  |  |  |  |  |  |  |  |  |  |  |  |  |  |  |  |  |  |  |  |  |  |  |  |  |  |  |  |  |  |  |  |  |  |  |  |  |
|  |  |          |          |          |          |          |          |  |  | Antonio Inviziati | Antonio Inviziati | Antonio Inviziati | Antonio Inviziati | Antonio Inviziati | Antonio Inviziati |                      |                      |                      |                      |                                     |                                     | Laura                               | Laura                               | Laura                               | Laura                               | Laura        | Laura |          |        | Giulio Cesare 1692 | Giulio Cesare 1692 | Giulio Cesare 1692 | Giulio Cesare 1692 | Giulio Cesare 1692 | Giulio Cesare 1692 |          |          |       |       |       |       |  |  |  |  |  |  |  |  |  |  |  |  |  |  |  |  |  |  |  |  |  |  |  |  |  |  |  |  |  |  |  |  |  |  |  |  |  |  |  |  |  |  |  |  |  |  |  |  |  |  |  |  |  |  |  |  |  |  |
|  |  |          |          |          |          |          |          |  |  | Antonio Inviziati | Antonio Inviziati | Antonio Inviziati | Antonio Inviziati | Antonio Inviziati | Antonio Inviziati |                      |                      |                      |                      |                                     |                                     | Laura                               | Laura                               | Laura                               | Laura                               | Laura        | Laura |          |        | Giulio Cesare 1692 | Giulio Cesare 1692 | Giulio Cesare 1692 | Giulio Cesare 1692 | Giulio Cesare 1692 | Giulio Cesare 1692 |          |          |       |       |       |       |  |  |  |  |  |  |  |  |  |  |  |  |  |  |  |  |  |  |  |  |  |  |  |  |  |  |  |  |  |  |  |  |  |  |  |  |  |  |  |  |  |  |  |  |  |  |  |  |  |  |  |  |  |  |  |  |  |  |
|  |  |          |          |          |          |          |          |  |  |                   |                   |                   |                   |                   |                   |                      |                      |                      |                      |                                     |                                     |                                     |                                     |                                     |                                     |              |       |          |        |                    |                    |                    |                    |                    |                    |          |          |       |       |       |       |  |  |  |  |  |  |  |  |  |  |  |  |  |  |  |  |  |  |  |  |  |  |  |  |  |  |  |  |  |  |  |  |  |  |  |  |  |  |  |  |  |  |  |  |  |  |  |  |  |  |  |  |  |  |  |  |  |  |
|  |  |          |          |          |          |          |          |  |  |                   |                   |                   |                   |                   |                   | Signori di Belvedere | Signori di Belvedere | Signori di Belvedere | Signori di Belvedere | Signori di Belvedere                | Signori di Belvedere                |                                     |                                     |                                     |                                     |              |       |          |        | Galvagno 1713      | Galvagno 1713      | Galvagno 1713      | Galvagno 1713      | Galvagno 1713      | Galvagno 1713      |          |          |       |       |       |       |  |  |  |  |  |  |  |  |  |  |  |  |  |  |  |  |  |  |  |  |  |  |  |  |  |  |  |  |  |  |  |  |  |  |  |  |  |  |  |  |  |  |  |  |  |  |  |  |  |  |  |  |  |  |  |  |  |  |

## Stemma

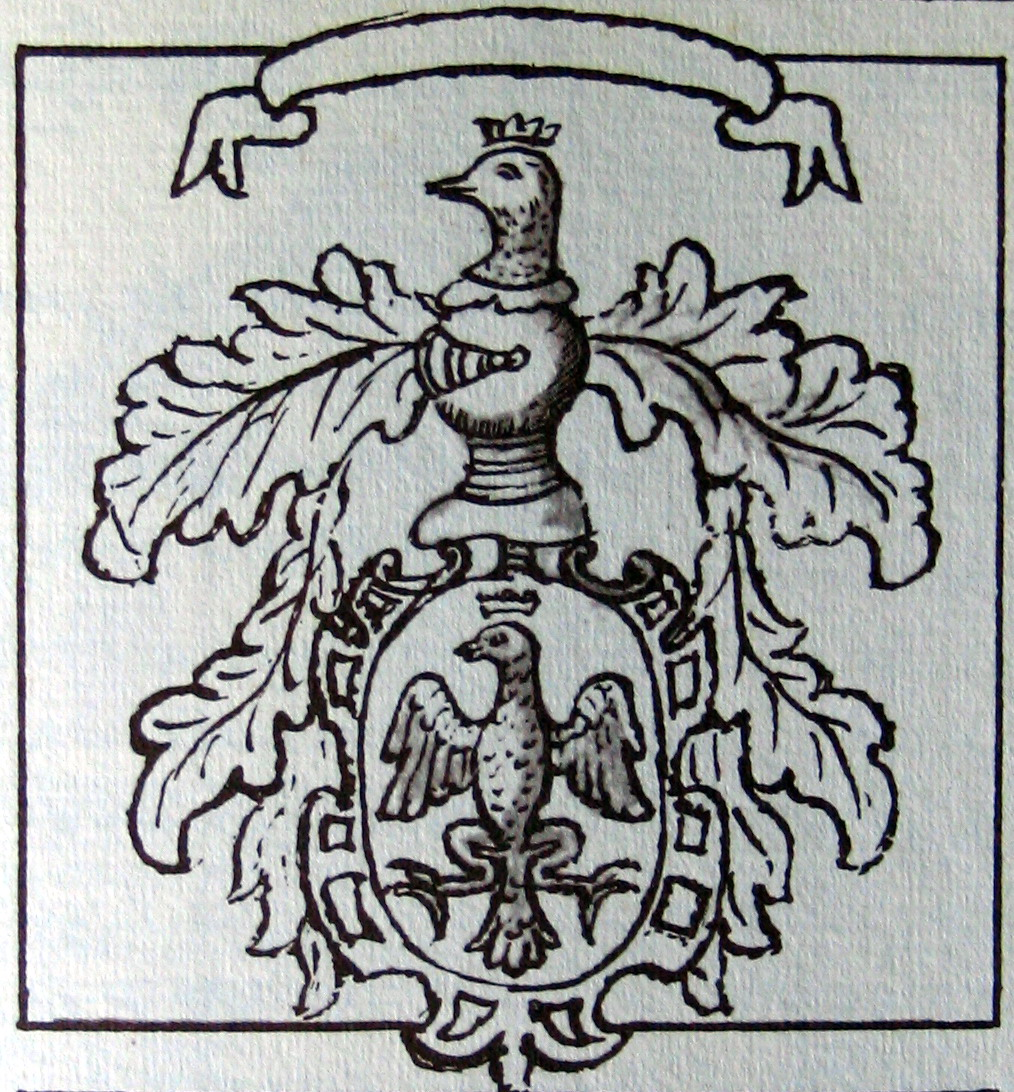
Stemma dei Guttuari da un disegno di Stefano Giuseppe Incisa nel XIX secolo

L'aquila è una figura araldica naturale femminile. Ispirata dall'aquila dell'impero romano, venne ripristinata da Carlo Magno e divenne il simbolo dell'impero.
Venne adottata come simbolo da molti nobili che parteggiarono per l'imperatore; non a caso gli Alfieri, i Turco, i Guttuari e gli Isnardi, partigiani dell'imperatore l'avevano come simbolo araldico. 
Scudo: d'argento, all'aquila di nero
Cimiero: il capo e collo dell'aquila 
Motto: J'Envie. Estre. Aymé. ("Invidio chi è amato")